# Bad Salzdetfurth
Bad Salzdetfurth er en by og kommune i det centrale Tyskland med godt 13.200 indbyggere (2012), beliggende ved floden Lamme under Landkreis Hildesheim i den sydlige del af delstaten Niedersachsen. Bad Salzdetfurth ligger i Innerstebergland, en nordlig udløber af de tyske Mittelgebirge. Byen grænser mod nord til Hildesheimer Börde og mod syd til forlandet for bjergområdet Harzen. Kommunen område gennemløbes fra øst mod vest af floden Innerste.

## Geografi
Hovedbyen Bad Salzdetfurth ligger i en dal, hvor floden Lamme løber i nordlig retning for at munde ud i Innerste ved Groß Düngen. Byen er omsluttet af bøgeskove, Hildesheimer Wald mod vest og Sauberge mod øst.
Det højeste punkt i kommunen er ca. 317 moh. i Saubergen ved Hammerstein.
I kommunen ligger (ud over hovedbyen) 12 landsbyer (Ortsteile) som i 1974 blev indlemmet i kommunen:
- Bodenburg
- Breinum
- Detfurth
- Groß Düngen
- Klein Düngen
- Heinde
- Hockeln
- Lechstedt
- Listringen
- Östrum
- Wehrstedt
- Wesseln

### Nabokommuner
Bad Salzdetfurth grænser op til følgende amter, kommuner og byer (med uret fra nordøst): kommunerne Schellerten, Holle, byen Bockenem, samtgemeinde Lamspringe, samtgemeinde Sibbesse, kommunen Diekholzen og administrationsbyen Hildesheim.

## Historie
Salzdetfurth nævnes første gang i et dokument fra 1194. Området har flere gange været ramt af både brande og oversvømmelser; den værste oversvømmelse var i 1738, hvor 176 huse blev ødelagt.
Under luftangrebet på Hildesheim d. 22. marts 1945, blev også Bad Salzdetfurth ramt af adskillige bomber, og to huse i Goettingstrasse blev ødelagt.
Bad Salzdetfurth fik officiel status som by i 1949.

## Galleri
- Luftfoto
- Floden Lamme og centrum af byen
- Minearbejdernes gildehal og mindesmærke
- Museum for minedrift og byhistorie
- Den katolske kirke  "Heilige Familie" (1960–61)
- Wesseln
- Sankt Galluskirken, Detfurth